# Exmor

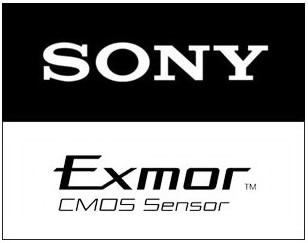
Sony Exmor

Exmor es el nombre de una tecnología Sony implementada en algunos de sus sensores  de imagen. Realiza una conversión analógica/digital de la señal en el chip y en dos etapas de  reducción de ruido en paralelo sobre cada columna del sensor CMOS.
Exmor R es un sensor BSI versión de Sony  CMOS. Sensor de imagen. el sensor Exmor R fue anunciado por Sony el 11 de junio de 2008 y fue la primera aplicación de producción masiva en el mundo de un sensor tecnología BSI. Sony afirma que Exmor R es aproximadamente dos veces más sensible que un sensor normal iluminado frontalmente. Este sensor BSI se encuentra en varios teléfonos móviles y cámaras de Sony, así como en los iPhone 4S y  5 de Apple.  El sensor Exmor R permite a la cámara del teléfono inteligente grabar películas de alta definición e imágenes fijas en zonas con bajo nivel de iluminación .
Originalmente, la tecnología Exmor R se limitaba a sensores pequeños para videocámaras,  cámaras compactas y cámaras de teléfonos móviles, pero la cámara "full frame" Sony ILCE-7RM2  introducida el 10 de junio de 2015 también cuenta con un sensor Exmor R .